# Mazurca

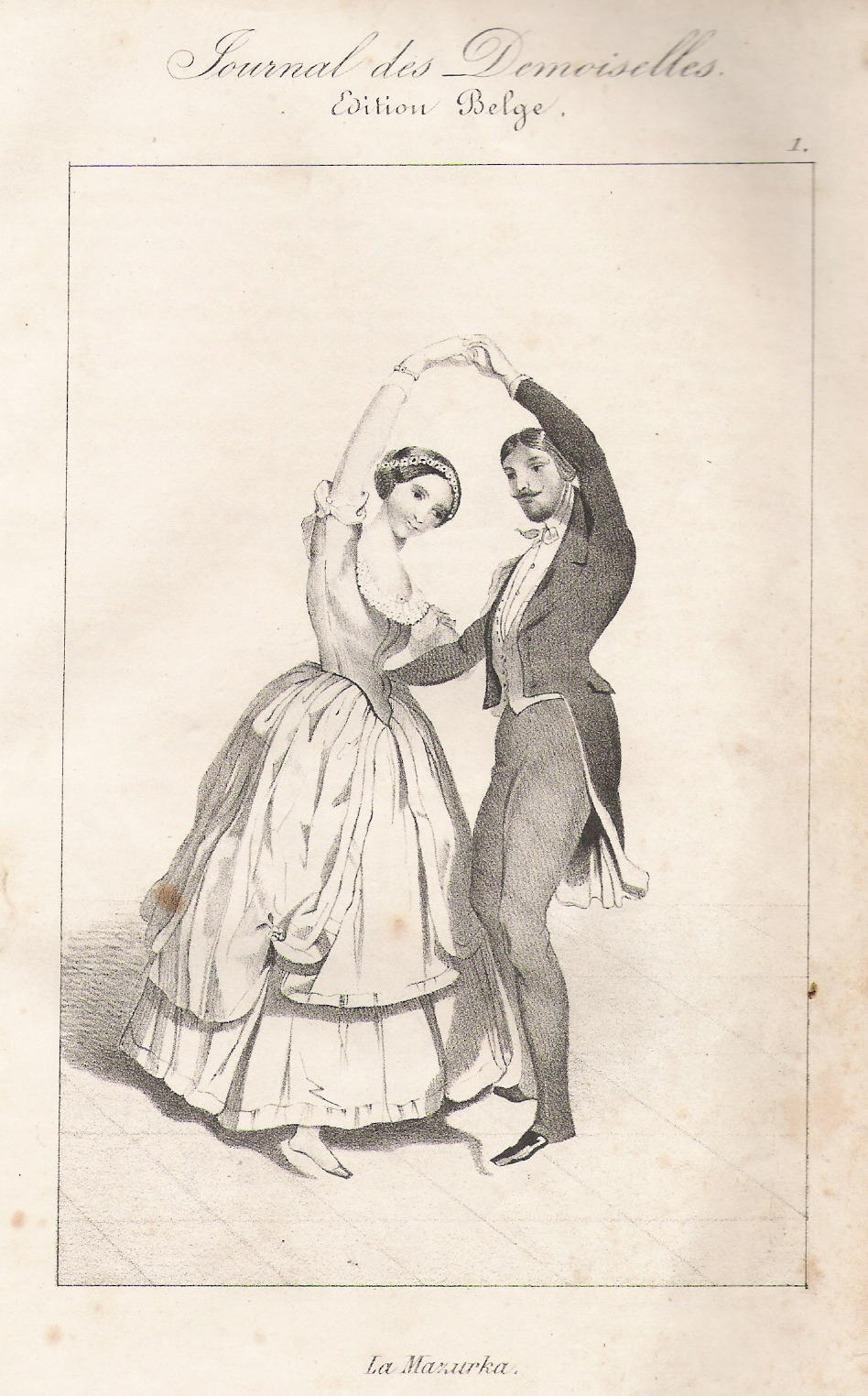
Representação de uma mazurka do Journal des Demoiselles, 1845.

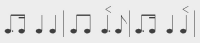
Exemplo das típicas figuras rítmicas da mazurca.

A mazurca é uma dança tradicional de origem polaca, feita por pares formando figuras e desenhos diferentes, em compasso de ¾ e tempo vivo. Característico é o ritmo pontuado, com acento típico no 2º e 3º tempo do compasso. A mazurca é semelhante à oberca, que é uma variante muito rápida. A mazurca era frequentemente utilizada pelos compositores da Polónia da era romântica, como Chopin, Moniuszko ou Wieniawski. A mazurca, juntamente com a dança polca, tornou-se popular nos salões de baile da Europa no século XIX, especialmente através das obras notáveis de Frédéric Chopin. A mazurca (em polonês mazur) e o mazurek (dança rural baseada no mazur) são frequentemente confundidos na literatura ocidental como a mesma forma musical.
Na Polónia já não se dança a mazurca, mas em Cabo Verde ainda hoje é dançada e tocada em quase todas as ilhas com incidência nas de Santo Antão, São Nicolau e Boavista. No Fogo existe o rabolo, que é uma variante da mazurca. Tornou-se também tradicional dançar-se mazurca no condado de Nice na França.